# Хауард Хејз
Хауард Вуд Хејс (енгл. Howard Wood Hayes; Стубенвил 30. октобар 1877 — Чикаго 30. август 1937) био је амерички атлетичар, који се такмичио у трчању на 400 м и 800 м. 
Хејс је представљао Универзитет Мичиген, у међуколеџкој атлетици.
Учествовао је на Олимпијским играма 1900. у Паризу. Такмичио се у трци на 8оо метара, заузео треће место у својој полуфиналног групи и није успео да се пласира у финале.
Био је првак Сједињених Амерички Држава на 400 м, 800 м 1901. године.

## Раференца
1. ↑  Резултати прве полуфиналне трека на 800 м на сајту sports-reference.com Архивирано на веб-сајту  (14. новембар 2012)Прибављено 20. 11. 2016.